# Église de l'Assomption de Pranles
L'église de l'Assomption est une église située en France sur la commune de Pranles, dans le département de l'Ardèche en région Auvergne-Rhône-Alpes.

## Localisation
L'église est située sur la commune de Pranles, dans le département français de l'Ardèche.

## Historique
En 2022, l'église est rattachée à l'actuelle paroisse catholique Mère Teresa (Pays de Privas) .

## Protection
L'édifice fait l'objet d'une inscription au titre des monuments historiques depuis le 12 avril 1997.